# خانواده کدبری
خانواده کدبری (انگلیسی: Cadbury family) خانواده صنعت‌گر اهل بریتانیا می‌باشد، که در قرن هجدهم توسط ریچارد تپر کدبری بنیانگذاری شد. فرزند وی جان کدبری شرکت موادغذایی کدبری را تأسیس نمود. این شرکت کماکان بعنوان یکی از بزرگترین شرکت‌های غذایی جهان شناخته می‌شود و خانواده کدبری همچنان مالکیت بخشی از سهام آن را در اختیار دارد.